# جنیفر (بازیکن فوتبال)
جنیفر داسیلوا کوردینالی گویا ملقب به جنیفر (پرتغالی: Jheniffer؛ زادهٔ ۶ نوامبر ۲۰۰۱) بازیکن فوتبال زن اهل برزیل است.
وی همچنین در تیم ملی فوتبال زنان برزیل بازی کرده است.